# Stanisław Dzik Gojski
Stanisław Dzik Gojski (Goyski, Gozdzki) herbu Doliwa – starosta stężycki od 1686 roku (zrezygnował przed 2 kwietnia 1693 roku), podczaszy sandomierski w latach 1668–1686, podczaszy czerski w 1665 roku, dworzanin królewski w 1669 roku.
Poseł na sejm elekcyjny 1669 roku, sejm elekcyjny 1674 roku, sejm 1685 roku z województwa sandomierskiego.
Był elektorem Michała Korybuta Wiśniowieckiego z województwa sandomierskiego w 1669 roku.